# میشل وای
میشل وای (انگلیسی: Michelle Wie؛ زادهٔ ۱۱ اکتبر ۱۹۸۹) گلف‌باز اهل ایالات متحده آمریکا است.